# 于绍杰
于绍杰（1905年—？），男，江苏东台人，中国棉花育种专家，曾任广东省农业科学院经济作物研究所研究员。